# Archineottia
Archineottia é um género botânico pertencente à família das orquídeas (Orchidaceae).